# Руско-персийски войни
Руско-персийските войни са 5 военни сблъсъка между Русия и Персия.
Започват по времето на Руското царство при царуването на Алексей I и продължават през XVIII и XIX век с още 4 войни между Руската империя със Сефевидите и Каджарите.
В началото на XX век е извършена руска интервенция в Персия през 1911 г., последвана 3 десетилетия по-късно от британско-съветска окупация на Иран по времето на Втората световна война.

## Войни
- Руско-персийска война (1651-1653)
- Руско-персийска война (1722-1723)
- Руско-персийска война (1796)
- Руско-персийска война (1804-1813)
- Руско-персийска война (1826-1828)